# Conjectură

Partea reală (roșu) și partea imaginară (albastru) a funcției zeta a lui Riemann de-a lungul liniei critice Re(s) = 1/2. Primele zerouri netriviale pot fi văzute la Im(s) = ±14,135, ±21,022 și ±25,011. Ipoteza lui Riemann, o conjectură celebră, afirmă că toate zerourile netriviale ale funcției zeta se află de-a lungul liniei critice.

În matematică, o conjectură este o concluzie sau o propoziție care este oferită cu titlu provizoriu fără demonstrație. Unele conjecturi, cum ar fi ipoteza lui Riemann sau conjectura lui Fermat (acum teoremă, demonstrată în 1995 de Andrew Wiles), au modelat o mare parte din istoria matematicii, noi domenii ale matematicii fiind dezvoltate pentru a le demonstra.

## Rezolvarea conjecturilor

### Demonstrație
Matematica formală se bazează pe adevăr demonstrabil. În matematică, orice număr de cazuri care susțin o conjectură cuantificată universal, oricât de mare ar fi, este insuficient pentru a stabili veridicitatea conjecturii, deoarece un singur contraexemplu ar anula imediat conjectura. Revistele de matematică publică uneori rezultatele minore ale echipelor de cercetare care au extins căutarea unui contraexemplu mai mult decât s-a făcut anterior. De exemplu, conjectura lui Collatz, care vizează dacă anumite șiruri de numere întregi se termină sau nu, a fost testată pentru toate numerele întregi până la 1,2 × 1012 (1,2 trilioane). Totuși, nereușirea de a găsi un contraexemplu după o căutare extinsă nu constituie o demonstrație a faptului că conjectura este adevărată – pentru că conjectura ar putea fi falsă, dar cu un contraexemplu minim foarte mare.
Cu toate acestea, matematicienii consideră adesea o conjectură ca fiind puternic susținută de dovezi, chiar dacă nu a fost încă demonstrată. Aceste dovezi pot fi de diferite tipuri, cum ar fi verificarea consecințelor acestora sau interconexiuni puternice cu rezultate cunoscute.
O conjectură este considerată demonstrată numai atunci când s-a demonstrat că este imposibil din punct de vedere logic ca aceasta să fie falsă. Există diverse metode de a face acest lucru; vezi metode de demonstrare matematică pentru mai multe detalii.
O metodă de demonstrare, aplicabilă atunci când există doar un număr finit de cazuri care ar putea duce la contraexemple, este cunoscută sub denumirea de „forță brută”: în această abordare se consideră toate cazurile posibile și se arată că nu produc contraexemple. În unele situații, numărul de cazuri este destul de mare, astfel că o demonstrație cu forță brută poate necesita ca aspect practic utilizarea unui algoritm computerizat pentru a verifica toate cazurile. De exemplu, validitatea demonstrațiilor cu forță brută din 1976 și 1997 ale teoremei celor patru culori pe calculator a fost inițial pusă la îndoială, dar a fost în cele din urmă confirmată în 2005 de un software de demonstrare a teoremelor.
După ce o conjectură a fost demonstrată, aceasta nu mai este o conjectură, ci o teoremă. Multe teoreme importante au fost cândva conjecturi, cum ar fi teorema de geometrizare (care a rezolvat conjectura lui Poincaré), Marea teoremă a lui Fermat și altele.

### Infirmare
Conjecturile infirmate prin contraexemplu sunt uneori numite conjecturi false (cf. conjectura lui Pólya și conjectura lui Euler despre sume de puteri). În cazul celei din urmă, primul contraexemplu găsit pentru cazul n=4 a implicat numere de ordinul milioanelor, deși s-a descoperit ulterior că contraexemplul minim este de fapt mai mic.

### Conjecturi independente
Nu orice conjectură ajunge să fie demonstrată sau infirmată. Ipoteza continuumului, care încearcă să stabilească cardinalitatea relativă a anumitor mulțimi infinite, s-a dovedit în cele din urmă a fi independentă de sistemul axiomatic Zermelo-Fraenkel din teoria mulțimilor. Prin urmare, este posibil ca această afirmație, sau negația ei, să fie adoptată ca o nouă axiomă într-un mod consecvent (la fel cum axioma paralelelor a lui Euclid poate fi considerată fie adevărată, fie falsă într-un sistem axiomatic pentru geometrie).
În acest caz, dacă o demonstrație folosește această afirmație, cercetătorii vor căuta adesea o nouă demonstrație care nu necesită ipoteza (în același mod în care este de dorit ca afirmațiile din geometria euclidiană să fie demonstrate folosind doar axiomele geometriei neutre, adică fără postulatul dreptelor paralele). Singura excepție majoră de la aceasta în practică este axioma alegerii, căci majoritatea cercetătorilor de obicei nu își pun problema dacă un rezultat are nevoie de ea, cu excepția cazului în care studiază această axiomă în mod special.

## Demonstrații condiționate
Uneori o conjectură este numită ipoteză atunci când este folosită frecvent și în mod repetat ca presupunere în demonstrațiile altor rezultate. De exemplu, ipoteza lui Riemann este o conjectură din teoria numerelor care, printre altele, face predicții despre distribuția numerelor prime. Puțini cercetători în teoria numerelor se îndoiesc că ipoteza lui Riemann este adevărată. De fapt, în anticiparea eventualei sale demonstrații, unii au continuat chiar să dezvolte demonstrații care depind de adevărul acestei conjecturi. Acestea se numesc demonstrații condiționate: conjecturile presupuse apar în ipotezele teoremei.
Aceste „demonstrații”, însă, ar deveni invalide dacă s-ar dovedi că ipoteza este falsă, așa că există un interes considerabil pentru verificarea adevărului sau falsității conjecturilor de acest tip.

## Exemple importante

### Marea teoremă a lui Fermat
În teoria numerelor, Marea teoremă a lui Fermat (numită uneori conjectura lui Fermat, mai ales în textele mai vechi) afirmă că pentru nicio valoare întreagă mai mare decât doi a lui {\displaystyle n} nu există trei numere întregi pozitive {\displaystyle a}, {\displaystyle b} și {\displaystyle c} care să satisfacă relația {\displaystyle a^{n}+b^{n}=c^{n}}.
Această teoremă a fost conjecturată pentru prima dată de Pierre de Fermat în 1637 în marginea unei copii a Arithmetica, unde a susținut că are o demonstrație prea lungă pentru a încăpea în acea margine. Prima demonstrație corectă a fost prezentată în 1994 de Andrew Wiles și publicată oficial în 1995, după 358 de ani de efort din partea matematicienilor. Problema nerezolvată a stimulat dezvoltarea teoriei algebrice a numerelor în secolul al XIX-lea și demonstrarea teoremei de modularitate în secolul al XX-lea. Este printre cele mai notabile teoreme din istoria matematicii și, înainte de demonstrarea sa, a fost în Cartea Recordurilor Guinness pentru „cele mai dificile probleme matematice”.

### Teorema celor patru culori

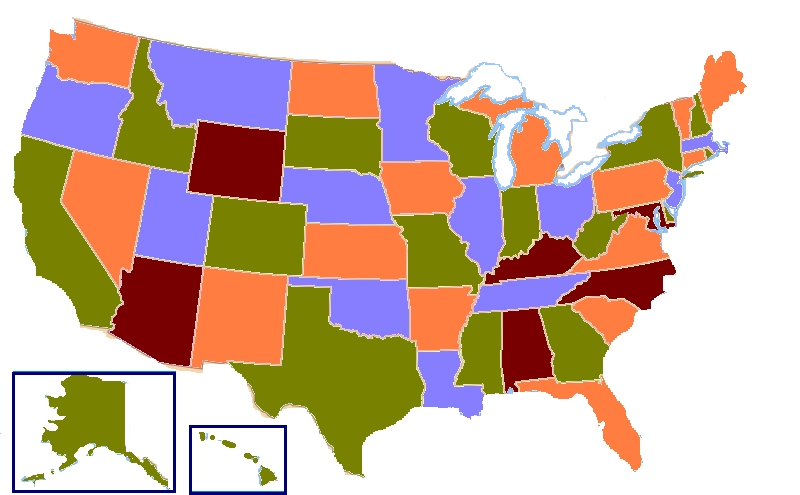
O colorare cu patru culori a hărții Statelor Unite ale Americii (ignorând lacurile).

În matematică, teorema celor patru culori afirmă că fiind dată orice separare a unui plan în regiuni contigue, producând o figură numită hartă, sunt suficiente patru culori pentru a colora harta în așa fel încât oricare două regiuni adiacente să aibă culori diferite. Două regiuni se numesc adiacente dacă au o graniță comună care nu este un colț, unde colțurile sunt punctele comune a trei sau mai multe regiuni De exemplu, pe harta Statelor Unite ale Americii, Utah și Arizona sunt adiacente, dar Utah și New Mexico – care au doar un punct comun, ce aparține și Arizonei și Coloradoului – nu sunt.
Möbius a menționat problema în prelegerile sale încă din 1840. Conjecture a fost propusă pentru prima dată în 23 octombrie 1852, când Francis Guthrie, în timp ce încerca să coroleze harta comitatelor Angliei, a observat că doar patru culori au fost necesare. Teorema celor cinci culori, care are o demonstrație elementară scurtă, afirmă că cinci culori sunt suficiente pentru a colora o hartă și a fost demonstrată la sfârșitul secolului al IX-lea; totuși, demonstrarea faptului că patru culori sunt suficiente s-a dovedit a fi considerabil mai dificilă. O serie de demonstrații false și contraexemple au apărut de la prima prezentare a teoremei celor patru culori în 1852.
Teorema celor patru culori a fost în cele din urmă demonstrată de Kenneth Appel și Wolfgang Haken. A fost prima teoremă majoră demonstrată cu ajutorul calculatorului. Abordarea lui Appel și Haken's a început prin a arăta că există o mulțime particulară de 1936 hărți, fiecare dintre acestea neputând face parte dintr-un contraexemplu minimal pentru teorema celor patru culori (i.e., dacă apăreau, se putea crea un contraexemplu mai mic). Appel și Haken au folosit un program de calculator special conceput pentru a confirma că toate aceste hărți au această proprietate. În plus, orice hartă care ar putea fi un contraexemplu trebuie să aibă o porțiune care arată ca una dintre aceste 1936 de hărți. Arătând acest lucru cu sute de pagini de analiză manuală, Appel și Haken au concluzionat că nu există contraexemple minimale, deoarece acestea trebuie să conțină, și totuși nu conțin, una dintre cele 1936 de hărți. Această contradicție arată că nu există contraexemple deloc și că teorema este prin urmare adevărată. Inițial demonstrația lor nu a fost acceptată de matematicieni întrucât demonstrația asistată de calculator era imposibil de verificat manual de către un om. Totuși, demonstrația a câștigat de atunci o acceptare mai largă, deși unele îndoieli încă există.

### Hauptvermutung
Hauptvermutung-ul (cuvânt în germană pentru „conjectură principală”) topologiei geometrice este conjectura care afirmă că orice triangulare a unui spațiu triangulabil are o rafinare comună – o singură triangulare care este o subdiviziune a amândurora. A fost formulată inițial în 1908, de Steinitz și Tietze.
În prezent se știe că această conjectură este falsă. Versiunea pentru non-varietăți a fost infirmată de John Milnor în 1961 folosind torsiunea Reidemeister.
Versiunea pentru varietăți este adevărată în cazul dimensiunilor m ≤ 3. Cazurile m = 2 și 3 au fost demonstrate de Tibor Radó și Edwin E. Moise respectiv în anii 1920 și anii 1950.

### Conjecturile lui Weil
În matematică, conjecturile lui Weil au fost niște propuneri foarte influente ale lui André Weil (1949) privind funcțiile generatoare (cunoscute sub numele de funcții zeta locale) derivate din numărarea punctelor de pe varietăți algebrice peste corpuri finite.
O varietate V peste un corp finit cu q elemente are un număr finit de puncte raționale, precum și puncte peste fiecare corp finit cu qk elemente care conține acel corp. Funcția generatoare are coeficienți derivați din numerele Nk de puncte peste corpul (esențial unic) cu qk elemente.
Weil a conjecturat că astfel de funcții zeta ar trebui să fie funcții raționale, ar trebui să satisfacă o formă de ecuație funcțională și ar trebui să aibă zerourile în locuri restrânse. Ultimele două părți au fost modelate în mod conștient pe funcția zeta a lui Riemann și ipoteza lui Riemann. Raționalitatea a fost demonstrată de Dwork (1960), ecuația funcțională de Grothendieck (1965), iar analogul ipotezei lui Riemann a fost demonstrat de Deligne (1974).

### Conjecura lui Poincaré
În matematică, conjectura lui Poincaré este o teoremă despre caracterizarea 3-sferei, care este hipersfera ce delimitează bila unitate în spațiul cvadridimensional. Enunțul conjecturii este următorul:
Orice 3-varietate simplu conexă și închisă este omeomorfă cu 3-sfera.
O formă echivalentă a conjecturii implică o formă mai grosieră de echivalență decât omeomorfismul, numită echivalență omotopică: dacă o 3-varietate este echivalentă omotopic cu 3-sfera, atunci este în mod necesar omeomorfă cu aceasta.
Conjecturată inițial de Henri Poincaré în 1904, teorema vizează un spațiu care la nivel local arată ca un spațiu tridimensional obișnuit, dar este conex, finit dimensional și nu are nicio frontieră (o 3-varietate închisă). Conjectura lui Poincaré afirmă că, dacă un astfel de spațiu are proprietatea suplimentară că fiecare buclă din spațiu poate fi strânsă continuu până devine un punct, atunci este în mod necesar o sferă tridimensională. Un rezultat analog este cunoscut de ceva timp în dimensiuni mai mari.
După aproape un secol de eforturi ale matematicienilor, Grigori Perelman a prezentat o demonstrație a conjecturii în trei lucrări puse la dispoziție în 2002 și 2003 pe arXiv. Demonstrația a urmat din programul lui Richard S. Hamilton de a folosi fluxul Ricci pentru a încerca să rezolve problema. Hamilton a introdus mai târziu o modificare a fluxului Ricci standard, numită flux Ricci cu chirurgie, pentru a exciza sistematic regiunile singulare pe măsură ce acestea se dezvoltă, în mod controlat, dar nu a reușit să demonstreze că această metodă „convergea” în trei dimensiuni. Perelman a completat această parte a demonstrației. Mai multe echipe de matematicieni au verificat că demonstrația lui Perelman este corectă.
Conjectura lui Poincaré, înainte de a fi demonstrată, a fost una dintre cele mai importante probleme deschise din topologie.

### Ipoteza lui Riemann
În matematică, ipoteza lui Riemann, propusă de Bernhard Riemann (1859), este o conjectură care afirmă că zerourile netriviale ale funcției zeta a lui Riemann au toate partea reală 1/2. Numele este folosit și pentru unii analogi strâns înrudiți, cum ar fi ipoteza lui Riemann pentru curbe peste corpuri finite.
Ipoteza lui Riemann implică rezultate despre distribuția numerelor prime. Alături de generalizări adecvate, unii matematicieni o consideră cea mai importantă problemă nerezolvată din matematica pură. Ipoteza lui Riemann, împreună cu conjectura lui Goldbach, face parte din cea de-a opta problemă a lui Hilbert din lista de 23 de probleme nerezolvate a lui David Hilbert; este de asemenea una dintre problemele mileniului ale Institutului de matematică Clay.

### Problema P versus NP
Problema P versus NP este o problemă majoră nerezolvată în informatică. Informal, aceasta întreabă dacă orice problemă a cărei soluție poate fi verificată rapid de un calculator poate fi de asemenea rezolvată rapid de un calculator; se conjecturează pe scară largă că răspunsul este nu. A fost menționată pentru prima dată într-o scrisoare din 1956 scrisă de Kurt Gödel către John von Neumann. Gödel a întrebat dacă o anumită problemă NP-completă poate fi rezolvată în timp pătratic sau liniar. Enunțul precis al problemei P=NP a fost introdus în 1971 de Stephen Cook în lucrarea sa fundamentală „The complexity of theorem proving procedures” și este considerată de mulți ca fiind cea mai importantă problemă deschisă în domeniu. Este una dintre cele șapte probleme ale Premiului Mileniului selectate de Institutul de Matematică Clay în vederea acordării unui premiu de 1.000.000 de dolari pentru prima soluție corectă.

### Alte conjecturi
- Conjectura lui Goldbach
- Conjectura numerelor prime gemene
- Conjectura lui Collatz
- Conjectura lui Manin
- Conjectura lui Euler, propusă de Euler în secolul al XVIII-lea, dar pentru care s-au găsit contraexemple pentru un număr de exponenți (începând cu n=4) începând cu mijlocul secolului al XX-lea
- Conjecturile lui Hardy și Littlewood sunt o pereche de conjecturi referitoare la distribuția numerelor prime, prima dintre acestea extinzându-se la conjectura numerelor prime gemene menționată mai sus. Niciuna nu a fost demonstrată sau infirmată, dar s-a demonstrat că nu pot fi adevărate simultan (adică cel puțin unul trebuie să fie falsă). Nu s-a descoperit care dintre ele este falsă, dar se crede că prima conjectură este adevărată, iar a doua este falsă.[22]
- Programul Langlands[23] este o rețea de anvergură a acestor idei de „conjecturi unificatoare” care leagă diferite subdomenii ale matematicii (de exemplu, între teoria numerelor și teoria reprezentării grupurilor Lie). Unele dintre aceste conjecturi au fost demonstrate între timp.

## În alte științe
Karl Popper a fost pionier în utilizarea termenului „conjectură” în filozofia științifică. Conjectura este legată de ipoteză, care în știință se referă la o conjectură testabilă.